# コロア族
コロア族 (Koroa) は、ミシシッピ川渓谷にヨーロッパ人が入植する以前から先住していた部族である。彼らは現在のミシシッピ州北西部ヤズー川盆地に暮らしていた。

## 言語
コロア族はチュニカ語の方言を話していたと考えられている。しかしながらフランスの宣教師たちは、コロアの人々はヤズーの部族と同じ言葉を話していたが、チュニカ語とは異なる言葉を話していたと説明した。

## 歴史

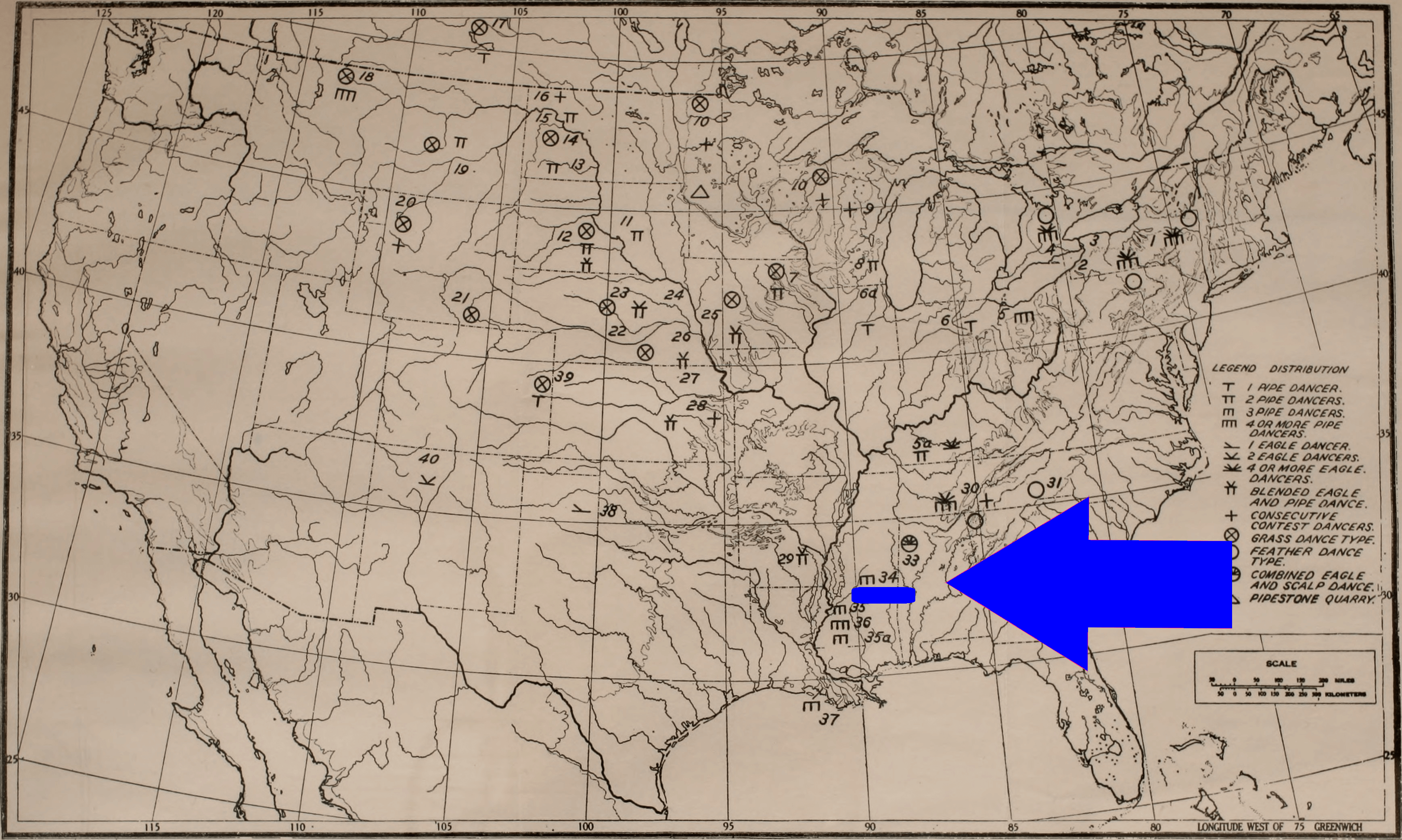
1683年頃のコロア部族の居住地（矢印による強調部分）

コロアはスペインの探検家エルナンド・デ・ソトの遠征において、Coligua あるいは Cologoa という部族として識別されたと思われる。コロアの部族は1541年に、現在のアーカンソー州リトルロックの地域で、ソトの遠征隊と遭遇した。
フランスの宣教師ジャック・マルケットは、この部族をアコロア (Akoroa) という名前で言及した。17世紀後半にフランス人が遭遇した時、コロアの部族はミシシッピ川の両岸に居住していた。コロアの部族の村のうち、少なくとも一つは、川の東岸に位置していた。1682年、フランスの探検家ラ・サールはミシシッピ川の西岸にあったコロアの村落を、往路と復路で、計2回訪問した。ラ・サールはコロアの部族から歓迎の宴を開催してもらい、彼はそこでコロアの同盟者と言い表されるクイピッサの部族とも遭遇した。
1698年、フランスの宣教師による遠征隊もまた、チュニカやヤズー、そしてモソペレアの部族が同じ地域に居住していることを発見し、アントワーヌ・ダヴィオン神父に宣教の任務が割り当てられた。
1702年、ニコラ・フーコーというフランスのカトリック宣教師が、任務の途中で殺害された。部族の指導者たちは、宣教師を殺害した人物を処刑した。ヨーロッパから持ち込まれた病気によりコロアの部族の人口が減少すると、部族の人々の多くが、チュニカやチカソー、あるいはナチェズの部族に加わった。